# Gustaf Stern
Nils Gustaf Stern, född 10 november 1882 i Göteborg, död där 11 september 1948, var en svensk språkforskare och bokförläggare.
Gustaf Stern var son till bokhandlaren Nils Petter Pehrsson. Efter mogenhetsexamen i Göteborg 1902 studerade han vid Göteborgs högskola och blev där filosofie kandidat 1908, filosofie licentiat 1921 och filosofie doktor 1923 efter att ha disputerat 1921. Han blev 1922 docent i forn- och medelengelska vid högskolan och var från 1936 till sin död professor där i engelska språket och litteraturen. Vid faderns död 1906 övertog Stern hans förlagsrörelse, som 1918 ombildades till AB Pehrssons förlag med Stern som VD. På detta förlag utgav han bland annat en lärobok i engelsk korrespondens för handelsskolor i flera upplagor. Som forskare ägnade sig Stern huvudsakligen åt betydelseläran. Hans doktorsavhandling, Swift, swiftly, and their Synonyms (1921) kännetecknades av självständighet och klarhet. Samma egenskaper präglade hans huvudverk Meaning and change of Meaning (1931), ett arbete inom gränsområdet mellan allmän språkvetenskap och språkpsykologi. Stern var även engagerad för Göteborgs högskolas studentkår, och låg till stor del bakom tillkomsten av dess kårhus 1932. Stern var en av stiftarna av Sveriges förenade studentkårer 1921 och var föreningens sekreterare i 8 år. Hans initiativ var Sveriges studentkalender, som han redigerade 1926–1932. Stern drabbades av polio när han var 11 år gammal och rullstolsburen.